# فرانك أوزوالد فيكتور أشيسون
فرانك أوزوالد فيكتور أشيسون (بالإنجليزية: Frank Oswald Victor Acheson)‏ هو كاتب وقاضي نيوزيلندي، ولد في 27 يونيو 1887 في ريفرتون أباريما ‏ في نيوزيلندا، وتوفي في 25 مارس 1948 في إنفركارجل في نيوزيلندا.